# Платиновий ювілей Єлизавети II
Платиновий ювілей Єлизавети II святкуватиметься 2022 року в Сполученому Королівстві та Співдружності націй, відзначаючи 70-ту річницю вступу на престол королеви Єлизавети II 6 лютого 1952 року. В Сполученому Королівстві буде додано державний вихідний день, а традиційний весняний вихідний буде перенесено з кінця травня на початок червня, аби створити ювілейні чотириденні вихідні з четверга 2 червня до неділі 5 червня 2022 року. Британський уряд пообіцяв «дійство, яке буває раз на покоління», що «поєднає найкраще з британської церемонійної розкоші та пишноти із найсучаснішими артистичними та технологічними показами». Платиновий ювілей Єлизавети II буде першим платиновим ювілеєм в історії британської монархії.